# Droopy
Droopy est un chien anthropomorphe de dessin animé créé par Tex Avery en 1943.
Ce personnage apparaît dans au moins 23 films, tous chez la MGM mais pas tous forcément réalisés par Tex Avery (Dick Lundy, Michael Lah, etc.).

## Histoire

### Création
Selon Tex Avery lui-même, Droopy lui a été inspiré par la voix trainante, chuintante, entendue dans la série radiophonique Fibber McGee and Molly (en) (1935–1959). Il a décidé d'animer un chien pour incarner cette voix. Bill Thompson a fait la voix de Droopy. Le petit chien est animé la première fois en mars 1943 dans le court-métrage Droopy fin limier (Dumb-Hounded) où il a le rôle principal avec le personnage récurrent du loup.

### Période moderne
Après 1988, à la suite de son apparition remarquée dans le film Qui veut la peau de Roger Rabbit, les studios Disney le reprendront dans les trois courts-métrages de Roger Rabbit.
Il apparait ensuite à la télévision accompagné de son fils Dripple dans certains épisodes de la série télévisée Tom et Jerry Kids produite par Hanna-Barbera avant d'avoir sa propre série télévisée, Le Droopy et Dripple Show.

## Le personnage
Droopy est un petit chien blanc anthropomorphe à oreilles noires tombantes (droop signifie en anglais : retomber, s'affaisser). Il est bedonnant, doté de courtes jambes et d'une énorme tête par rapport à son corps. Des poils roux garnissent le sommet de son crâne.
Droopy semble le plus souvent apathique, faible, lent et triste, mais est capable d'exploits surprenants, y compris physiquement. Il lui arrive ainsi d'exploser soudainement de joie (« I am happy! ») puis de reprendre son air traînant.
Il parle généralement lentement, avec une voix un peu monocorde. Son discours est rare et paradoxal (« Hello happy taxpayers! » : « Bonjour, joyeux contribuables ! »). Il se présente toujours comme le héros de l'histoire (« You know what? ... I am the hero »).

## Filmographie
- Droopy fin limier (Dumb-Hounded), 1943
- Droopy en Alaska (The Shooting of Dan McGoo), 1945
- Entre chien et loup (Wild and Wolfy), 1945
- Police montée (Northwest Hounded Police), 1946
- Droopy toréador (Señor Droopy), 1949
- Droopy chasseur (Out-foxed), 1949
- Wags to Riches, 1949
- Droopy sportif (The Chump Champ), 1950
- Droopy l'intrépide (Daredevil Droopy), 1951
- Un Boy-scout émérite (Droopy's Good Deed), 1951
- Droopy et son frère (Droopy's Double Trouble), 1951
- Caballero Droopy (réalisé par Dick Lundy), 1952
- The Three Little Pups, 1953
- Droopy à la conquête de l'Ouest (Drag-a-Long Droopy), 1953
- Droopy pionnier (Homesteader Droopy), 1954
- Droopy chef d'orchestre (Dixieland Droopy), 1954
- Droopy shérif (Deputy Droopy), 1955
- Millionaire Droopy (Remake de Wags To Riches), 1956
- Droopy chevalier (One Droopy Knight) (réalisé par Michael Lah), 1957
- Grin and Share it (réalisé par Michael Lah), 1957
- L’éducation moderne (Blackboard Jumble), 1957
- Mutt About Racing (réalisé par Michael Lah), 1958
- Droopy Leprechaun, 1958
- Sheep Wrecked, 1958

Autres apparitions
- Qui veut la peau de Roger Rabbit (Who Framed Roger Rabbit), 1988
- Bobo Bidon (Tummy Trouble), 1989
- Tom et Jerry, le film (Tom and Jerry: The Movie), 1992
- Tom et Jerry Kids Show, 1990-1993
- Droopy, Master Detective (en), 1993
- Tom et Jerry Tales (Tom and Jerry Tales), 2006 - 2008
- Tom et Jerry : Élémentaire, mon cher Jerry (Tom and Jerry meet Sherlock Holmes), 2009
- Tom et Jerry et le Magicien d'Oz (Tom and Jerry and the Wizard of Oz), 2011
- Tom et Jerry  ( Tom and Jerry ), 2021

## Ludographie
- Droopy's Tennis Open, 2002